# BMW M1

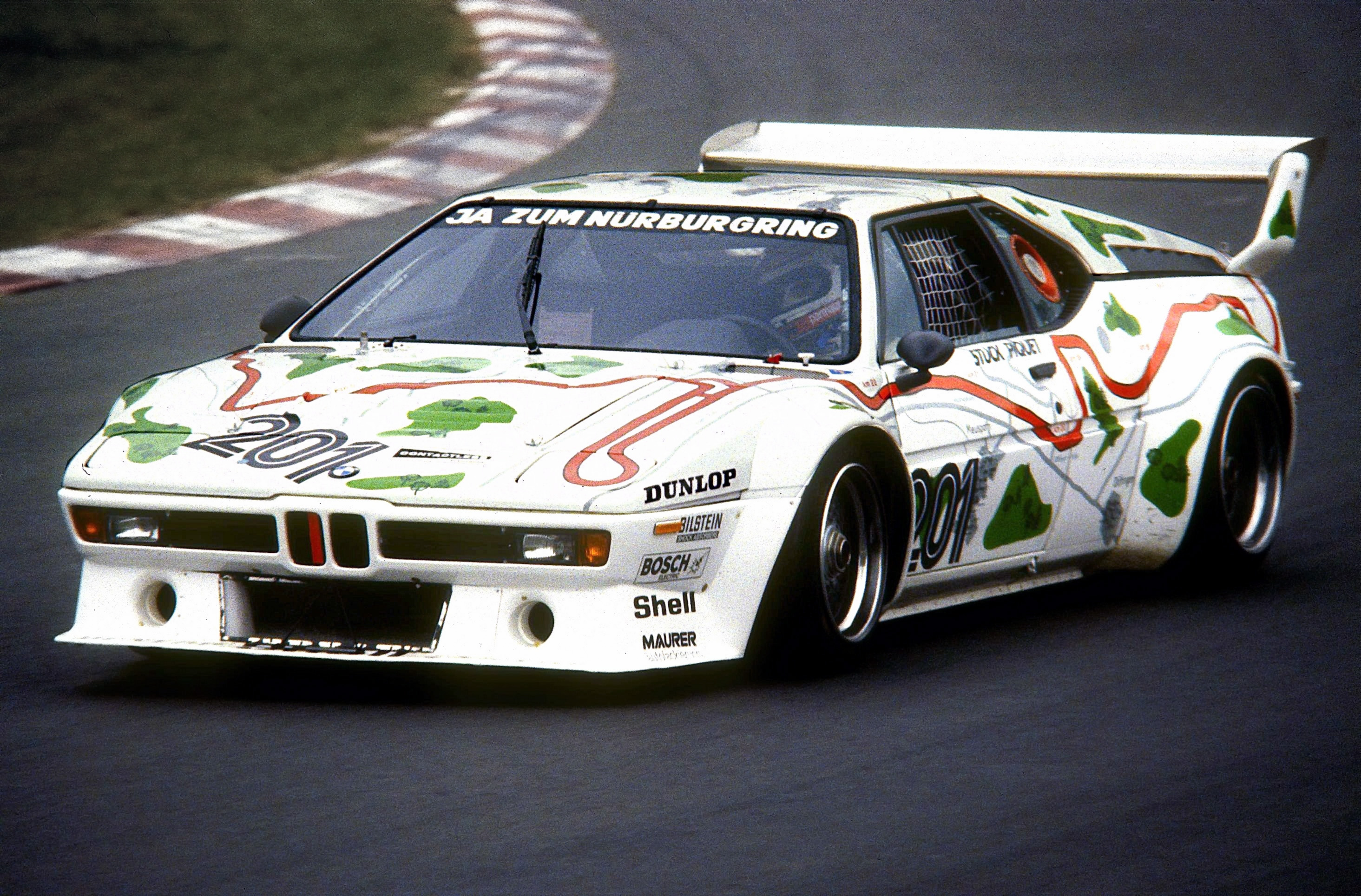
Нельсон Пике за рулём BMW M1 Procar на Нюрбургринге

BMW M1 — спорткар, выпускавшийся западно-германской компанией BMW в период с 1978 по 1981 год. Всего было выпущено 456 экземпляров.
В конце 1970-х годов спортивное отделение BMW Motorsport Gmbh заключило договор с итальянским производителем Lamborghini на производство гоночных автомобилей в количестве, достаточном для омологации согласно правилам FIA, для этого требовалось выпустить не менее 400 автомобилей. Предполагалось, что Lamborghini должны были изготовить кузова, собрать и испытать автомобили. Но ценовая политика итальянской компании и невозможность изготовить автомобили в срок побудили BMW изготавливать машины самой. 
Дизайн автомобиля был основан на более раннем прототипе BMW E25, также известном как BMW Turbo. Кузов автомобиля был разработан в 1972 году Полем Браком, который работал в Lamborghini. Автомобиль был построен в количестве всего двух штук и предназначался для выставок. 

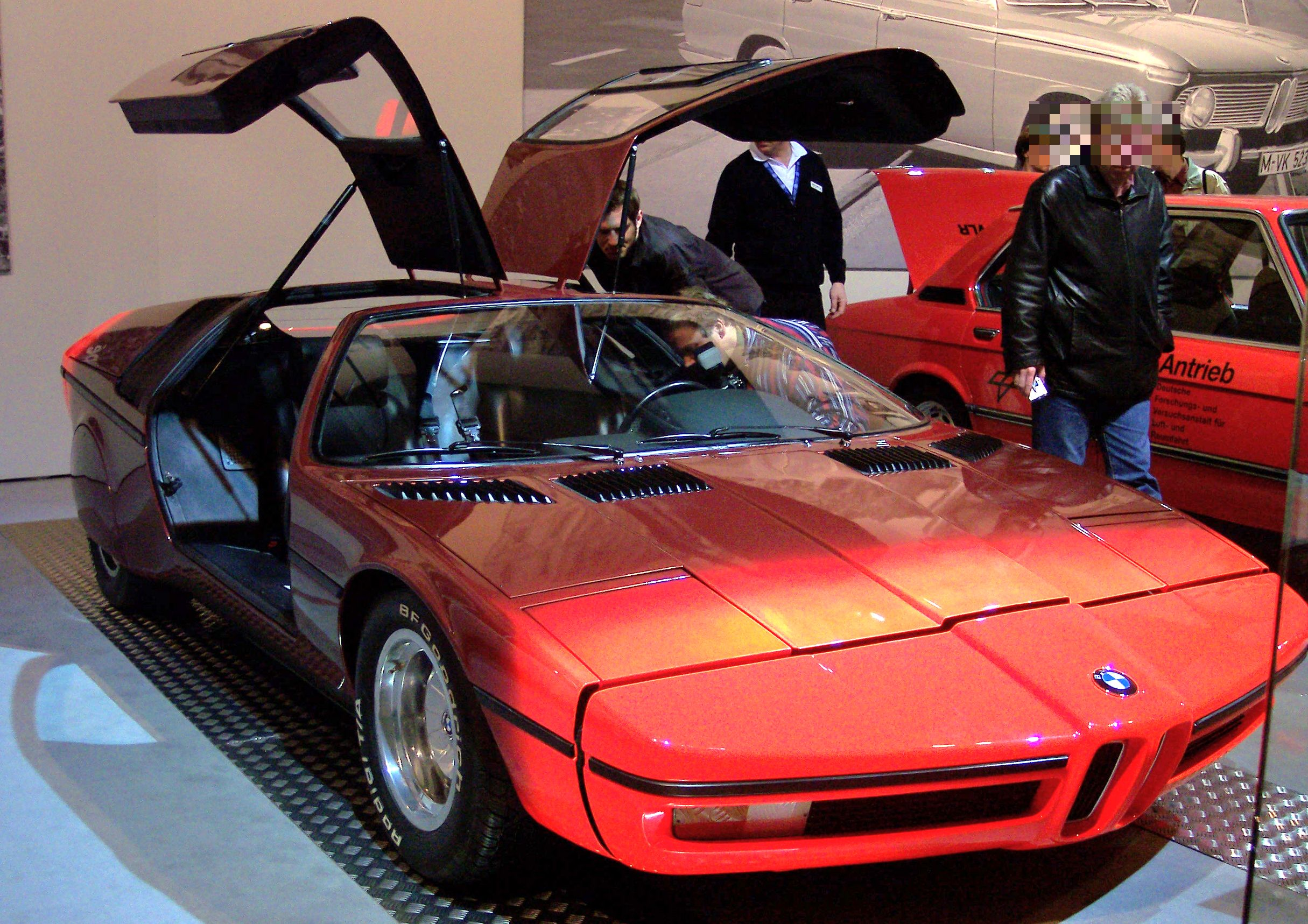
Концепт кар BMW Turbo.

Концепт 1972 года был доработан Джорджетто Джуджаро. Автомобиль получил более угловатые формы, от верхнеподвесных дверей "крылья чайки" отказались. Кузов автомобиля — стеклопластиковый на пространственной стальной трубчатой раме. Рама и кузов поставлялись компанией Italdesign, принадлежавшей Джорджетто Джуджаро. К производству привлекались бывшие работники Lamborghini, которые изначально начинали работу над проектом. Специально для этого они основали новый временный завод, который по аналогии назвали Italengineering, всего в 16 км от фабрики Lamborghini. Изготовленные кузова и рамы направлялись в Italdesign, где устанавливали отделку салона. Собранные кузова поставлялись в Германию, на завод компании Baur в Штутгарте, где автомобиль окончательно собирался.
BMW M1 был единственным среднемоторным серийным автомобилем BMW. Бензиновый рядный 6-цилиндровый двигатель М88/1 имел  рабочий объём 3,5 л и был оснащён механическим впрыском топлива производства Kugelfischer. Версия этого мотора была позже использована в Южно-Африканской версии BMW 745i (209 экземпляров было построено в период между 1984 и 1986), а также в BMW М6/M635CSi E24 и BMW М5 Е28. 
Двигатель имел шесть отдельных дроссельных заслонок, два распредвала, четыре клапана на цилиндр и мощность 277 л. с. (204 кВт; 277 л. с.) в дорожном варианте, максимальная скорость 265 км/ч (165 миль/ч). Масляная система двигателя — с сухим картером. Двигатель был агрегатирован с пятиступенчатой МКПП с дифференциалом повышенного трения через двухдисковое сцепление. 

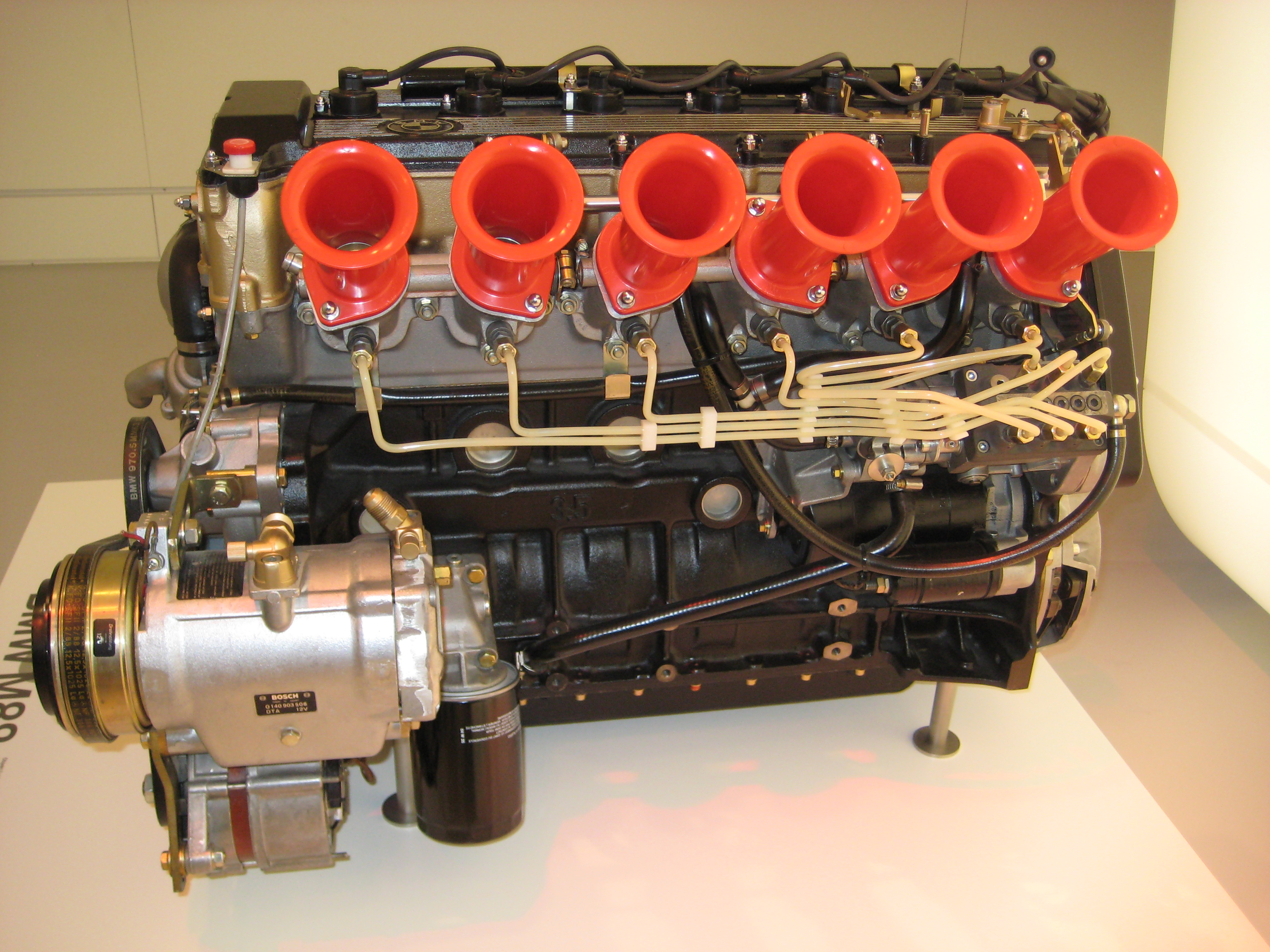
Двигатель М88. Видна система механического впрыска и насос системы впрыска фирмы Bosch.

Турбированные гоночные версии, подготовленные командой Schnitzer, были способны производить около 850 л. с. (634 кВт).

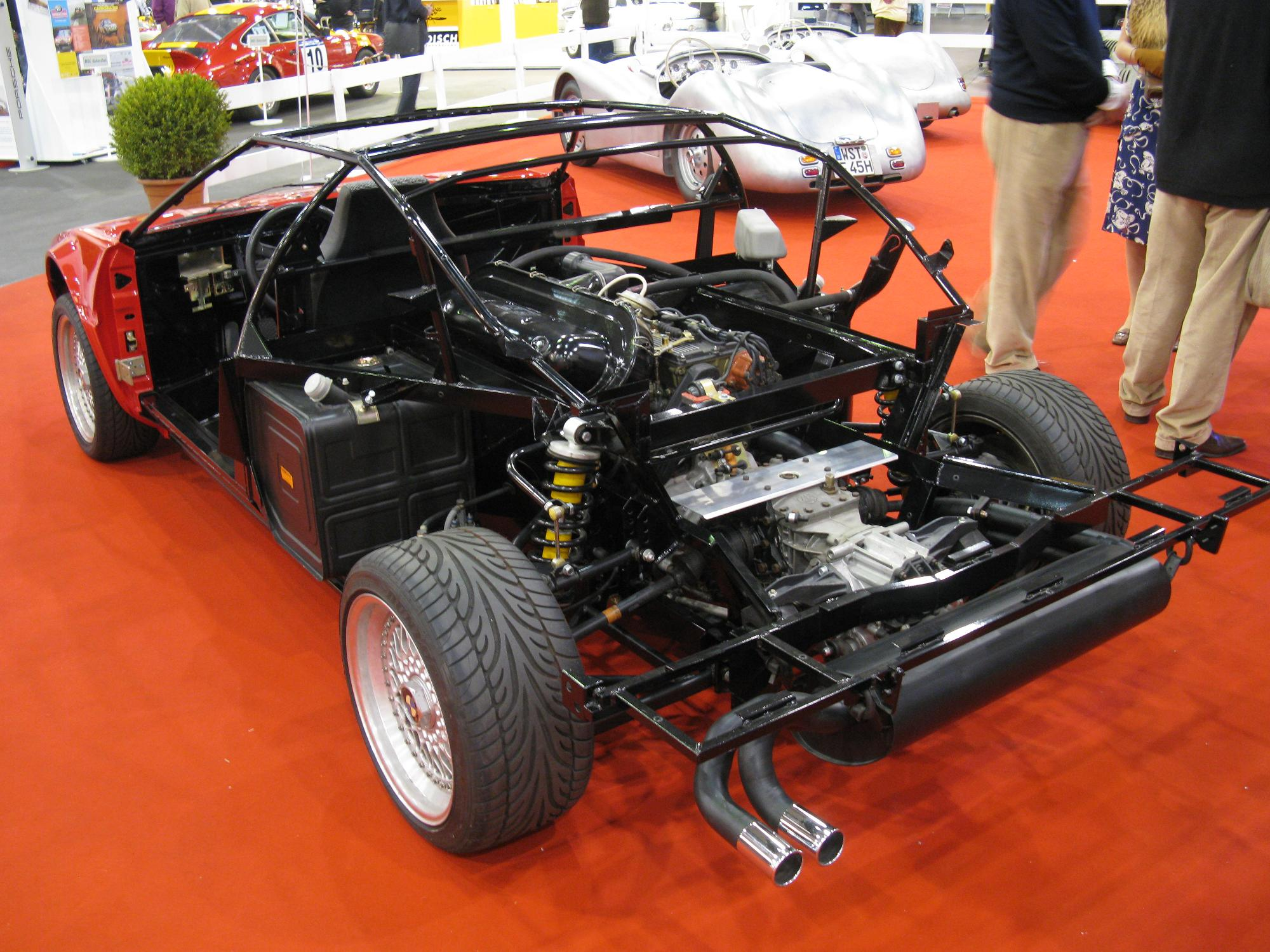
BMW M1 со снятым кузовом.

## Чемпионат Procar
Чтобы соответствовать требованиям  Группы 4 (с 1982 года — Group B), согласно регламенту международных соревнований FIA, нужно было выпустить не менее 400 автомобилей за два года. Поскольку необходимое количество ещё не было построено, в 1979 году руководитель автоспортивного отделения Йохен Неерпаш создал чемпионат M1 Procar. Монокубок являлся в том числе гонками поддержки для заездов чемпионата мира Формулы-1, в серии выступали многие гонщики «формулы». Серия проводилась в течение двух лет. Ники Лауда одержал победу в сезоне 1979 года, Нельсон Пике — в 1980 году.

## Концепт-кар 2008 года
В апреле 2008 года, компания BMW представила концепт-кар М1 Homage в честь 30-летия М1. Концепт-кар использует среднемоторную компоновку, дизайн отражает стилистику BMW М1 и шоу-кара BMW Turbo.

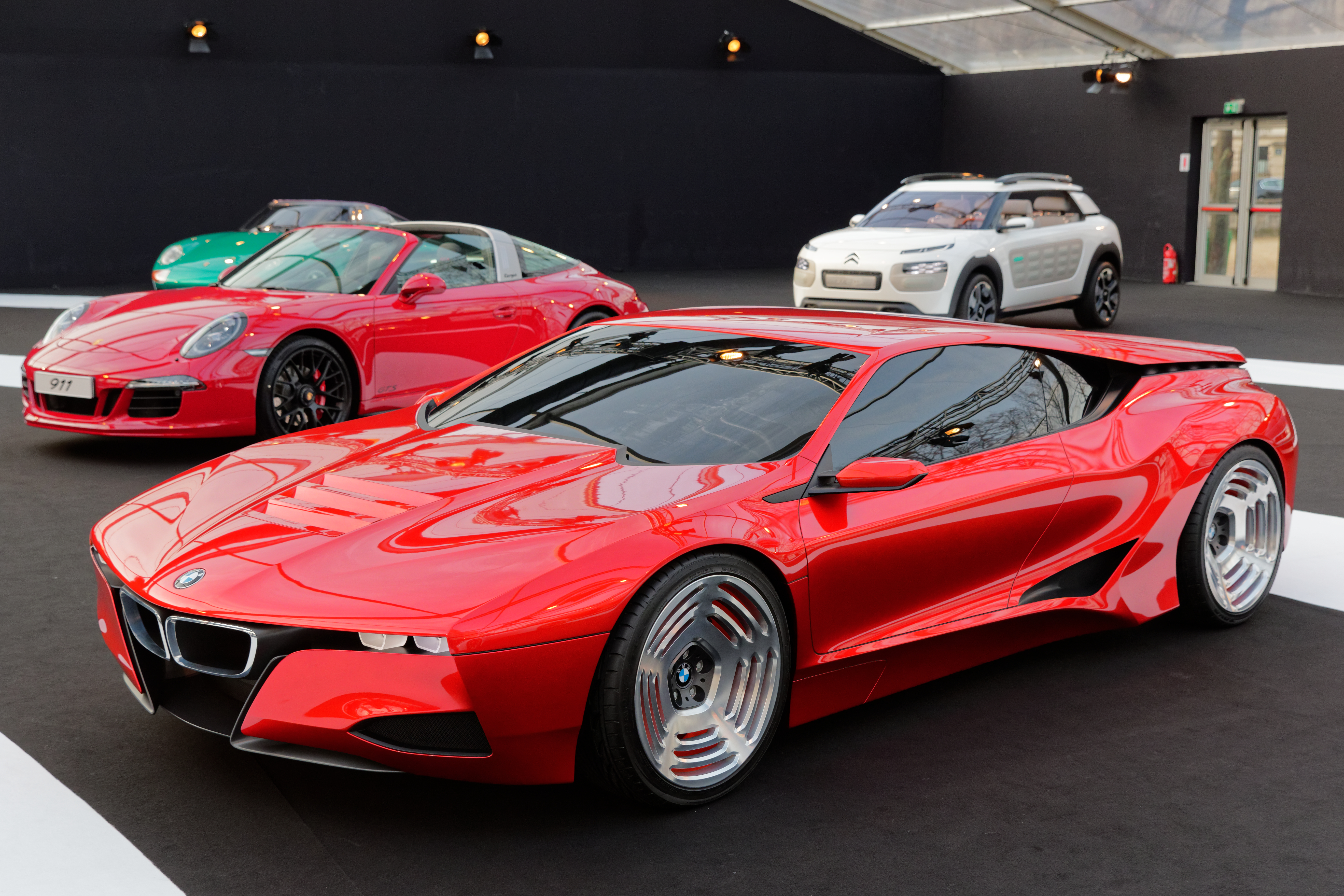
BMW M1 Homage на международном автосалоне в Дубае в 2009 году.

## Динамические характеристики
- Разгон 0-100 км/ч — 5,6 сек
- Разгон 0-160 км/ч — 13,1 сек
- Разгон 0-200 км/ч — 21,8 сек
- Время на дистанции 400 м — 14,1 сек
- Время на дистанции 1 км — 25,4 сек
- Максимальная скорость — 265 км/ч[2].